# Église Saint-Pierre et Saint-Paul de Trampot
L’église Saint-Pierre et Saint-Paul de Trampot est une église catholique située à Trampot (Vosges)

## Localisation
L'église Saint-Pierre et Saint-Paul est située à l'extrémité occidentale du département des Vosges, au centre du village de Trampot, à l'intersection des trois rues du village et à proximité immédiate de la mairie et du cimetière communal.
L'accès à l'église est localisé sur la place communale située en hauteur par rapport à la Grande Rue et la Rue Morée, ce qui rend l'édifice visible depuis la majeure partie du territoire de Trampot.

## Origines du projet
L'église a été construite pendant la Révolution française afin de remplacer une autre plus ancienne qui était insuffisamment entretenue.
En 1733, une partie de la voute s'est effondré blessant ou tuant plusieurs fidèles et les réparations n'ont pas pu être réalisées faute de moyens.
Trois ans avant la Prise de la Bastille, la paroisse vend un quart de ses ressources en bois pour financer des travaux de rénovation de l'église.

## Construction de l'église
L'église est construite en 1787 et 1791 selon les plans de l'architecte François-Nicolas Lancret, neveu du peintre Nicolas Lancret et membre de l'Académie royale d'architecture. L'hôtel de ville de Chaumont a été construite au même moment par ce même architecte.
Le fronton situé au dessus de la porte de l'église et la croix qui le surmontait ont été détruits pendant la Révolution française.

## Caractéristiques architecturales
L'église est composée d'une nef et de deux bas côtés, son abside forme un pentagone et elle est couverte de voûtes d'arêtes et d'ogives. L'intérieur du bâtiment, d'une hauteur allant jusqu'à 11,4 m comprend une corniche qui ceinture entièrement la nef, y compris le chœur polygonal. À l'extérieur, la pente présente une pente de 45 degrés par souci d'équilibre. L’élévation appartient à l'Ordre toscan, et est ornée de motifs végétalisants.
Le fronton de l'église porte la devise « Tabernaculum Domus Dei », qui peut être traduite en français par « La demeure de Dieu [est] le tabernacle ».

### Patrimoine mobilier
- statuette de confrérie : Saint évêque et deux céroféraires[1].
- autel latéral Sud, tableau : Saint Nicolas[2].
- autel latéral Nord, tableau : Immaculée Conception[3].
- statuette de confrérie : Saint Nicolas et deux céroféraires[4].
- statuette de confrérie : Vierge (?)[5].
- statuette de confrérie : Sainte Catherine[6].
- statue : Vierge à l'Enfant[7].
- statue : Saint évêque[8].

## Protections
Deux objets de l'église communale proviennent de l'Abbaye de Mureau : une vierge et un saint-évêque, tous deux en pierre polychromique qui sont inscrits au titre de monuments historiques. L'église en totalité, est inscrite sur l'Inventaire supplémentaire des monuments historiques par arrêté du 3 septembre 2010.

## Cultes et manifestations culturelles
La façade de l'église a été rénovée pendant le mandature d’André Schoindre (2008 à 2014), dans le cadre d'un programme de réaménagement de la place du village et de la Grande Rue.
Trois à quatre messes se déroulent chaque année à l'église communale, le 3ème dimanche de juillet et le dernier dimanche d'octobre, et certaines années le dernier dimanche de décembre ainsi qu'une fois au cours du printemps.
Des conférences sont organisées annuellement dans le monument à l'occasion des journées du patrimoine.
Trois enterrements ont été célébrés en l'église de Trampot durant l'année 2023.

## Galerie

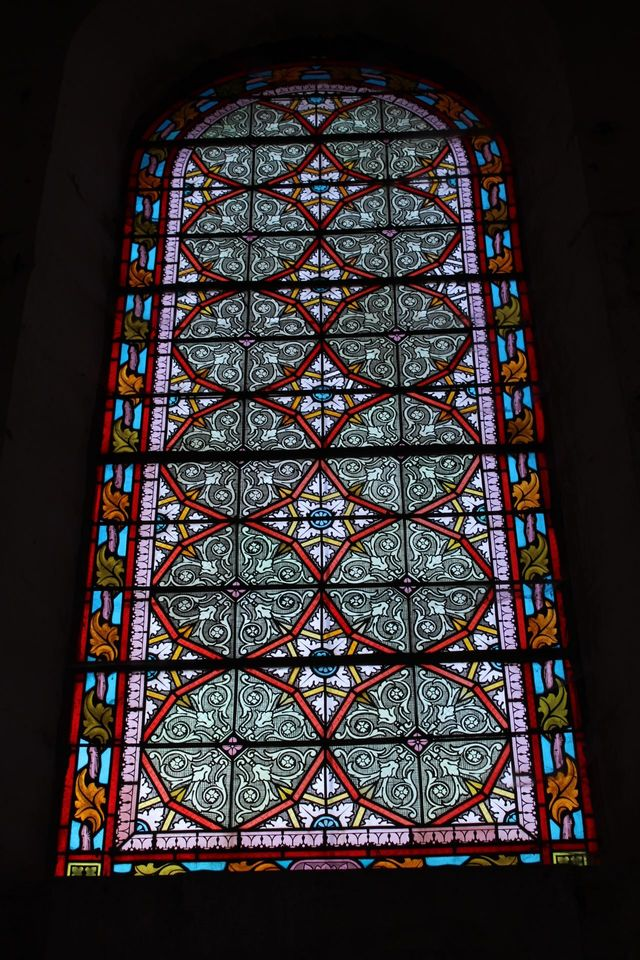
Vitrail.
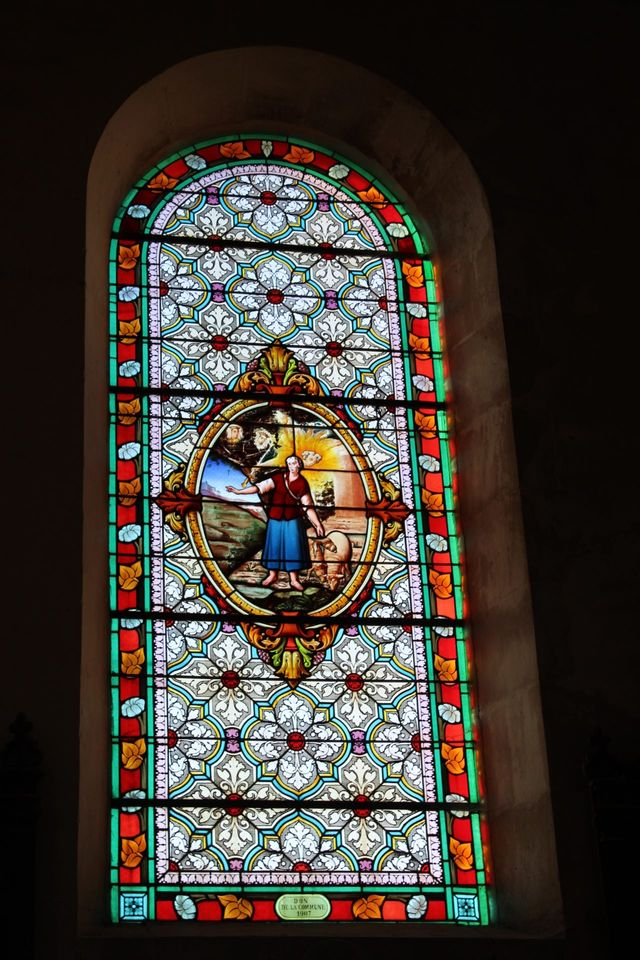
Vitrail.
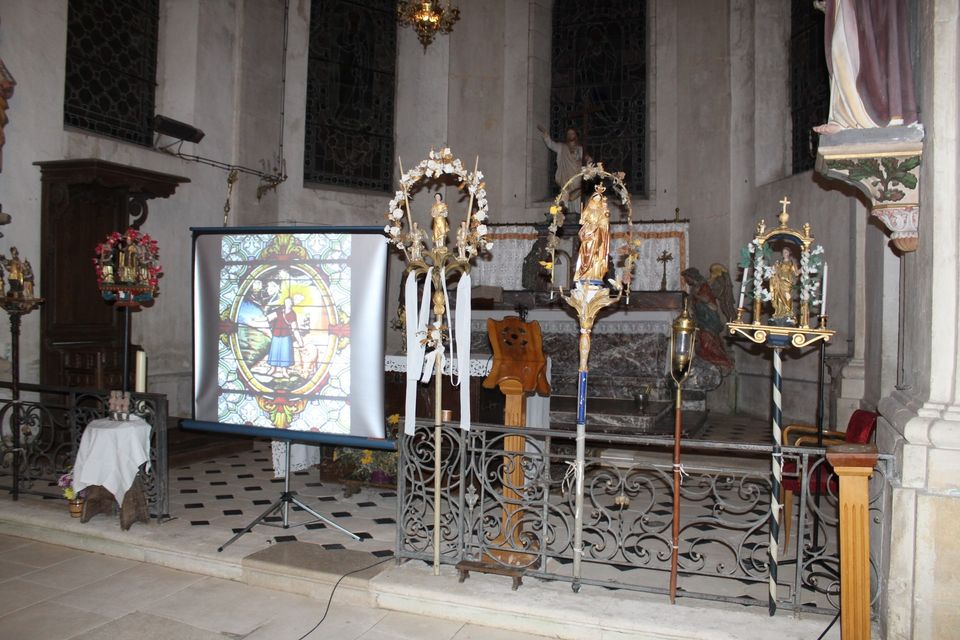
Le chœur.
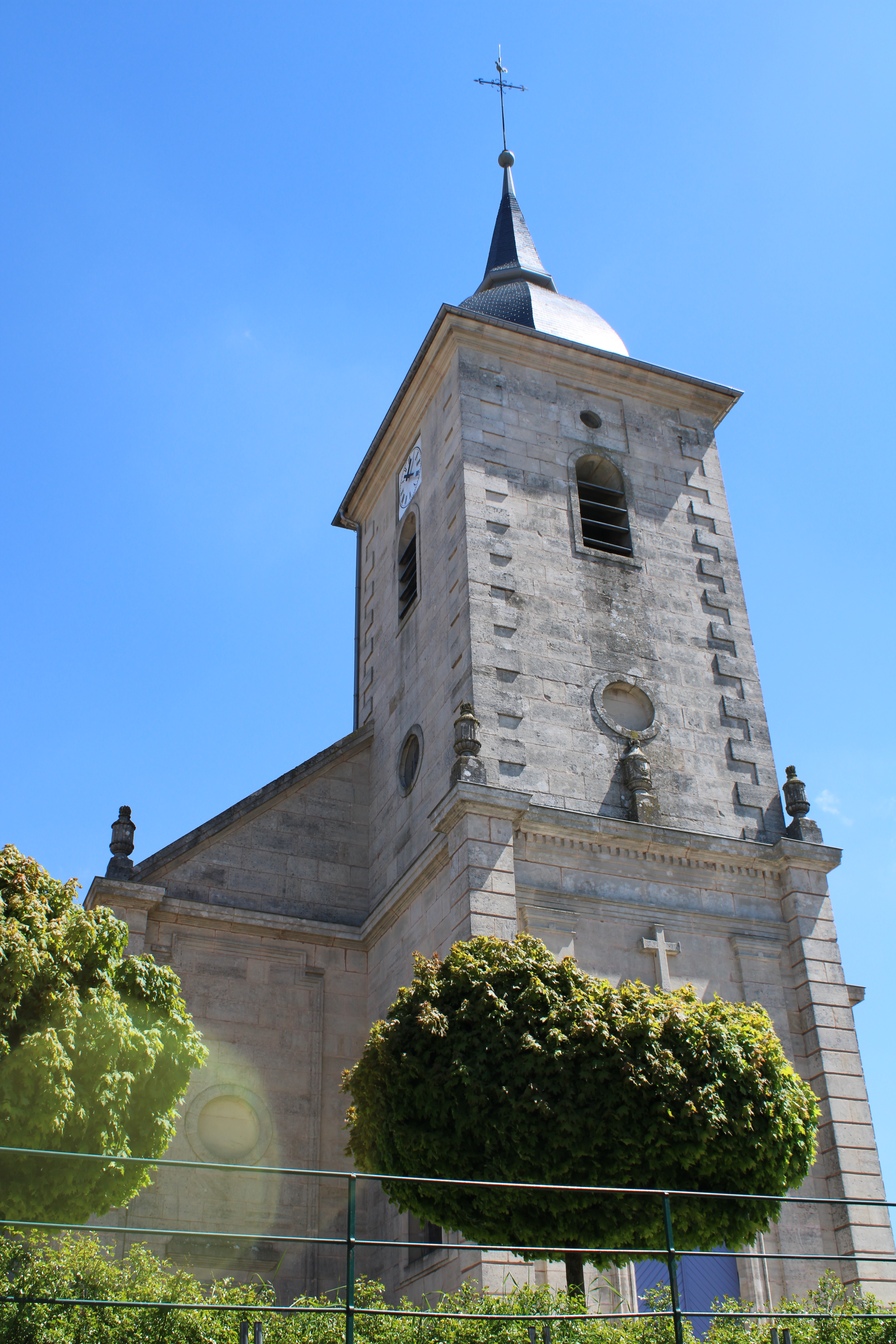
Le clocher.
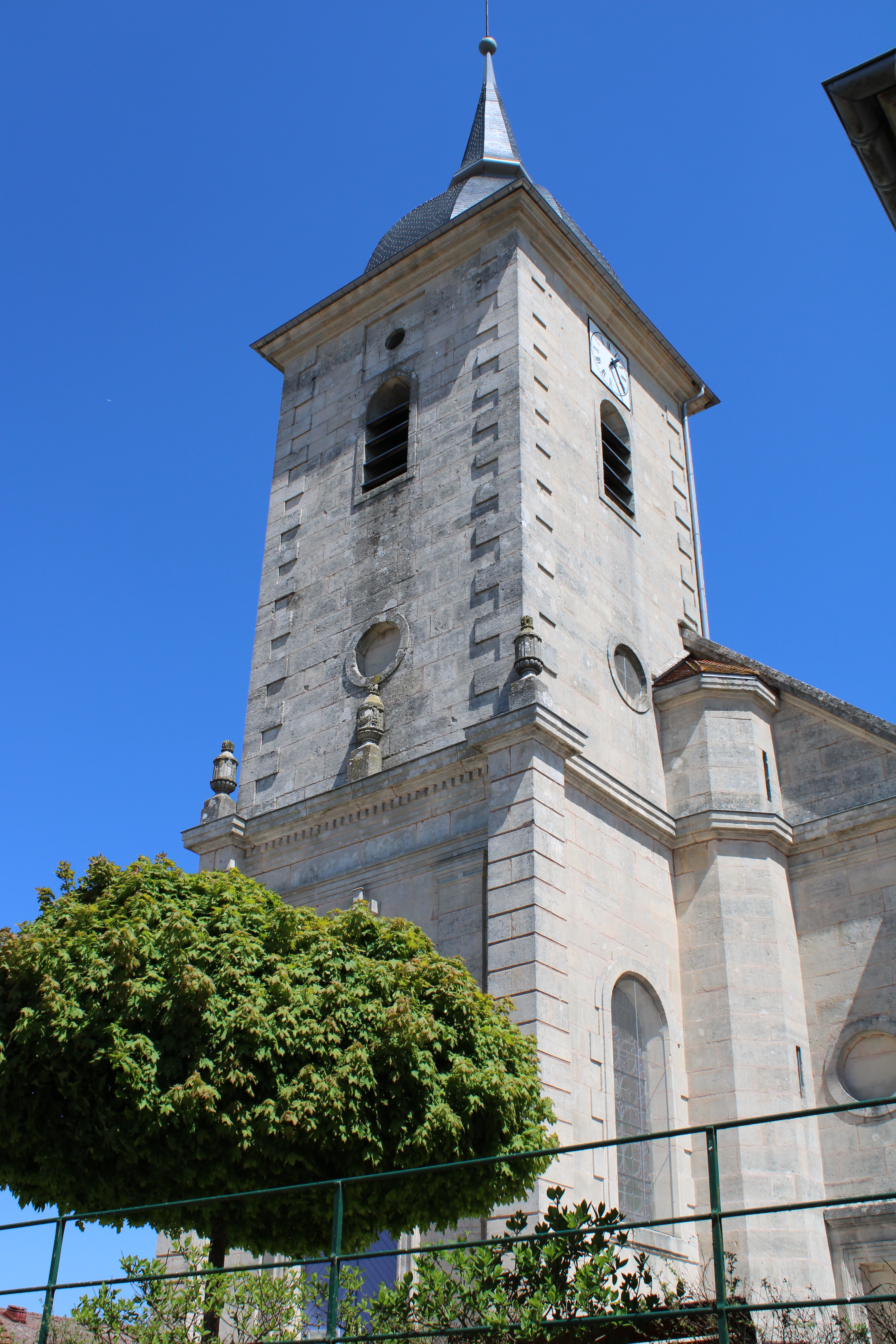
Le clocher.
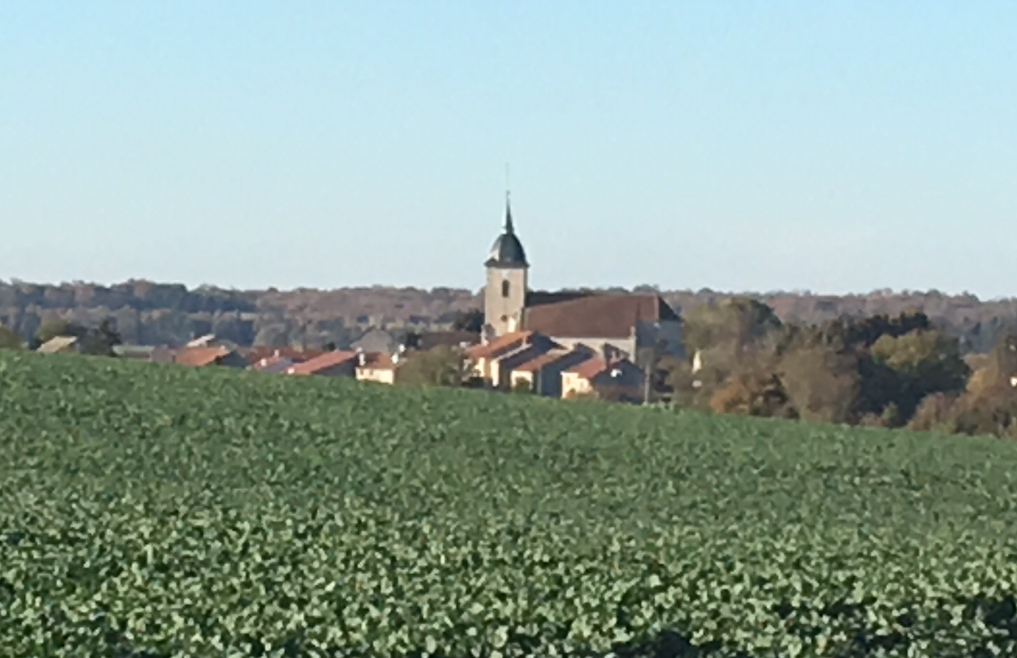
Vue sur le village depuis le Sud.